# كرستين ويليامز (أخصائية تغذية)
كرستين ماري ويليامز ـ الحاصلة على رتبة الإمبراطورية البريطانية (OBE)ـ هي أستاذة تغذية بشرية ونائبة مستشار في جامعة ريدنغ. حصلت ويليامز على بكالوريوس التغذية من جامعة لندن عام 1973، وحصلت على درجة الدكتوراه من كلية مستشفى غاي الطبية عام 1978. ومن عام 1978 حتى عام 1995، عملت في جامعة سري باحثة ما بعد الدكتوراه ثم محاضِرة ثم مُطالِعة في التغذية البشرية. بعد ذلك انتقلت إلى جامعة ريدنغ عام 1955 باعتبارها أستاذة تغذية تابعة لوحدة هيو سينكلير، ثم تولت منصب رئاسة كلية العلوم البيولوجية الغذائية في الفترة من 2003 إلى 2006، ثم عميدة علوم الحياة في الفترة من 2006 إلى 2008، ثم نائبة مستشار قسم المشروعات قبل أن تتولى منصبها الحالي كنائبة مستشار في قسم البحث والابتكار عام 2008. كما كانت أيضًا رئيسة قسم الأغذية والزراعة والصحة في كلية السياسات الزراعية والتنمية وعضوة في معهد أبحاث القلب الوعائي والتمثيل الغذائي التابع للجامعة (ICMR)، حيث انضمت إلى مجموعات بحثية في «أبحاث تكوين النظام الغذائي وأمراض القلب الوعائي النمطية»، و«أبحاث السمنة والانسزلين والإشارات الخلوية».
وقد تم منحها رتبة الإمبراطورية البريطانية (OBE) «تكريمًا للخدمات التي قدمتها في التعليم العالي وعلم التغذية» وذلك خلال حفل التكريم الذي يتم في غضون الاحتفالات بيوم ميلاد الملكة لعام 2013.